# Aeroportul Nioki
Aeroportul Nioki (IATA: NIO, ICAO: FZBI) este un aeroport din Nioki, Mai-Ndombe⁠(d), Bandundu⁠(d), Republica Democratică Congo.
Situat la o altitudine de 318 m, aeroportul dispune de o singură pistă.